# Fulleda
Fulleda – gmina w Hiszpanii, w prowincji Lleida, w Katalonii, o powierzchni 16,19 km². W 2011 roku gmina liczyła 103 mieszkańców.